# Felix Bohnke
Felix Bohnke, född 2 september 1974, spelar trummor i det tyska power metal-bandet Edguy. Han började spela trummor vid 8 års ålder. 

## Diskografi (urval)

### Album med Edguy
- Theater of Salvation (1999)
- The Savage Poetry (2000)
- Mandrake (2001)
- Burning Down the Opera (livealbum) (2003)
- Hellfire Club (2004)
- Rocket Ride (2006)
- Tinnitus Sanctus (2008)
- Fucking with Fire – Live (2009)
- Age of the Joker (2011)
- Space Police: Defenders of the Crown (2014)
- Monuments (2017)

#### Album med Taraxacum
- Spirit of Freedom (2001)
- Rainmaker (2003)

### Album med Avantasia
- The Wicked Symphony (2010)
- Angel of Babylon (2010)
- The Flying Opera (live album) (2011)
- Ghostlights (2016)
- Moonglow (2019)

### Album med Khymera
- The Grand Design (2015)